# Felix Wiedwald
Felix Wiedwald (Thedinghausen, 15 de março de 1990) é um futebolista profissional alemão que atua como goleiro.

## Carreira
Felix Wiedwald começou a carreira no Werder Bremen.